# Tetrabrombisfenol A
Tetrabrombisfenol A (TBBPA) je bromovaná organická sloučenina používaná převážně jako zpomalovač hoření.

## Syntéza
TBBPA je derivát bisfenolu A, ze kterého se také vyrábí. Většina komerčně dostupného TBBPA má poměrně nízkou čistotu, v podstatě jde o směsi do různé míry bromovaných produktů. To se obecně nepovažuje za nevýhodu, protože u většiny aplikací této látky (tj. jako zpomalovač hoření) je důležitý průměrný procentuální obsah bromu. Směs získaná bromací bisfenolu A se proto nečistí, takže lze dosáhnout nižší ceny.

## Použití
TBBPA se používá jako reaktivní a aditivní zpomalovač hoření. V reaktivní aplikaci je chemicky vázán na polymery. Hlavní oblastí použití jsou epoxidové pryskyřice na deskách tištěných spojů. Jako aditivní zpomalovač hoření se používá v ABS, například v televizorech. Roční světová spotřeba se odhaduje na 119 600 tun (2001), z toho 11 600 tun v Evropě.

## Bezpečnost
Většina studií se shoduje na tom že TBBPA neohrožuje lidské zdraví a kontakt s výrobky které jej obsahují nepřispívá k jeho příjmu do organismu protože je v polymerech silně vázán.
IARC jej roku 2018 zařadila jako pravděpodobný karcinogen.